# Cmentarz parafialny w Bielawie
Cmentarz parafialny w Bielawie – cmentarz Parafii Wniebowzięcia Najświętszej Maryi Panny położony przy ulicy Stefana Żeromskiego w Bielawie. 
Cmentarz jest zabytkiem, do rejestru zabytków został włączony 30 marca 1978 roku z numerem ewidencyjnym A/3678/691/WŁ. Na terenie cmentarza znajdują się także obiekty zabytkowe:
- ogrodzenie murowane z bramą
- kaplica rodziny Postpischilów
- kaplica rodziny Froehlichów
- kaplica rodziny Franzów